# 개성시 (선거구)
개성시는 대한민국의 옛 국회의원 선거구이다.

## 역사
1949년, 개성부가 개성시로 개칭되었다. 이에 제2대 국회의원 선거를 앞두고 개성부 선거구가 개편되면서 신설되었다.
1953년 7월 27일에 체결된 한국 군사 정전에 관한 협정에 따라 경기도 개성시가 조선민주주의인민공화국의 지배를 받게 되면서 대한민국의 국회의원을 선출할 수 없게 됨에 따라 폐지되었다.

## 역대 국회의원
| 선거   | 정당 | 정당   | 의원   |
| ------ | ---- | ------ | ------ |
| 1950년 |      | 무소속 | 김동성 |

## 역대 선거 결과

### 대한민국 제2대 국회의원 선거
|  | 100.00% |

|  | 0% |

|  | 0% |

|  | 0% |

|  | 0% |

|  | 0% |

|  | 0% |